# 七里脚千佛洞石窟
七里脚千佛洞石窟，又名隰县千佛洞，位于山西省临汾市隰县城北7公里七里脚村的城川河东岸，是一处中华人民共和国全国重点文物保护单位。
1986年8月18日，隰县千佛洞公布为山西省文物保护单位，编号2-70。2013年3月5日，七里脚千佛洞石窟公布为第七批全国重点文物保护单位，石窟寺及石刻类，编号7-1509		，年代为南北朝至唐。